# Флагелляция

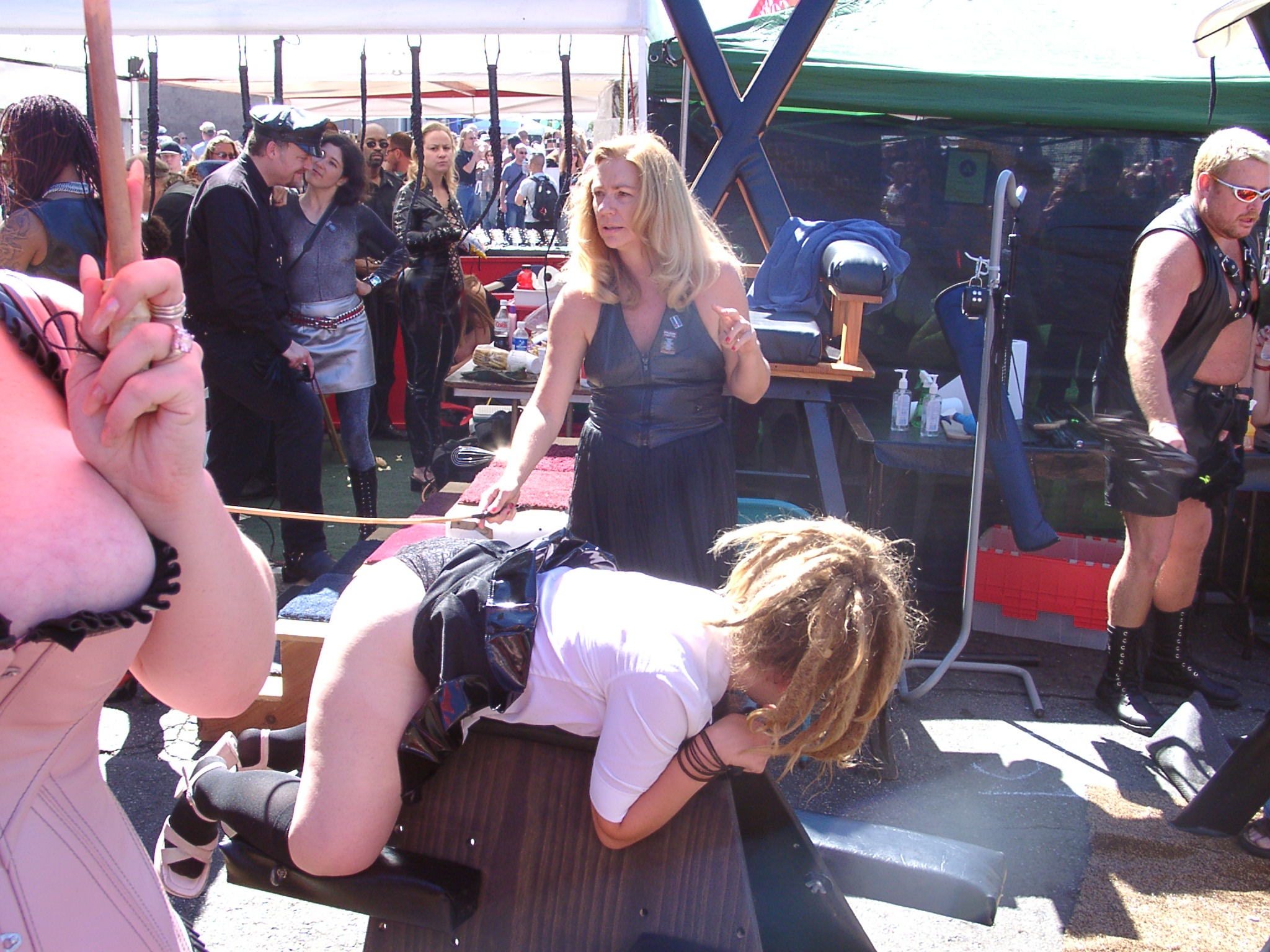
Флагелляция на Folsom Street Fair — ежегодном уличном празднике БДСМ в Сан-Франциско (2004)

Флагелля́ция (лат. flagellatio — «бичевание») — психо-эротическая практика, заключающаяся в порке «нижнего» (подчиняющегося) партнёра «верхним» (доминирующим) при помощи различных длинных и гибких предметов (таких, как плеть, кнут, бич, розги, стек, трость, флоггер, нагайка и т. п). Является одной из основных практик БДСМ.
Флагелляция может быть активной и пассивной, иногда возможна смена ролей партнёров (свитч). Флагелляцию не следует путать со спанкингом, который представляет собой нанесение шлепков сексуальному партнёру ладонью или специальной лопаткой.

## Флагелляция в БДСМ
Флагелляция является одной из наиболее популярных и распространённых практик в БДСМ и садомазохизме. Причинами этого служат, во-первых, широта спектра воздействий (от номинальных поглаживаний игрушечной плёточкой до нанесения ударов кнутом) и, во-вторых, богатое фетишистское содержание практики (кожаная атрибутика, мрачные подземелья, разнообразные приспособления для фиксации и т. п.)
Флагелляция сочетает два типа воздействия — физический и психоэмоциональный. Физическая сторона представлена болевыми и близкими им ощущениями при флагелляции. Психоэмоциональная составляющая флагелляции заключается в эмоциональных ощущениях доминирования/подчинения, испытываемых партнёрами в процессе практики. В частности, эротическая порка является одним из наиболее частых «наказаний» в ролевых играх на тему воспитания (раздел Discipline в БДСМ). В зависимости от индивидуальных психологических особенностей практикующих, тот или иной аспект флагелляции может главенствовать или отходить «на второй план».
Таким образом, целью применения флагелляции является получение физического и психо-эмоционального наслаждения от совершения/принятия болевых воздействий. В ряде случаев целью может быть достижение «нижним» партнёром психологической разрядки, выражающейся, к примеру, в слезах или криках, или сабспейса — особого изменённого состояния сознания, близкого к трансу.

## Техника флагелляции
В большинстве случаев флагелляция выполняется при помощи специальных приспособлений (девайсов), таких, как плеть, флоггер, стек и т. п. Флагелляция может сочетаться с бондажом — фиксацией нижнего в каком-либо положении при помощи верёвок, ремней или иных приспособлений — и другими БДСМ-практиками.
Важным моментом является предварительная договорённость партнёров о методах и силе воздействий. Кроме того, в большинстве случаев оговариваются определённые сигналы, подав которые, подчиняющийся партнёр может прекратить воздействие (например, «стоп-слово» — определённое, оговоренное заранее, слово, при произнесении которого нижним верхний должен немедленно прекратить порку и освободить его).
Выполнение флагелляции требует от доминирующего партнёра осторожности и внимания к подчиняющемуся. Также необходимо соблюдение техники безопасности, поскольку флагелляция относится к потенциально опасным практикам (к примеру, удары в область почек или позвоночника могут привести к повреждению внутренних органов, случайные удары по лицу — к повреждению глаз и т. п.).

## Флагелляция в искусстве

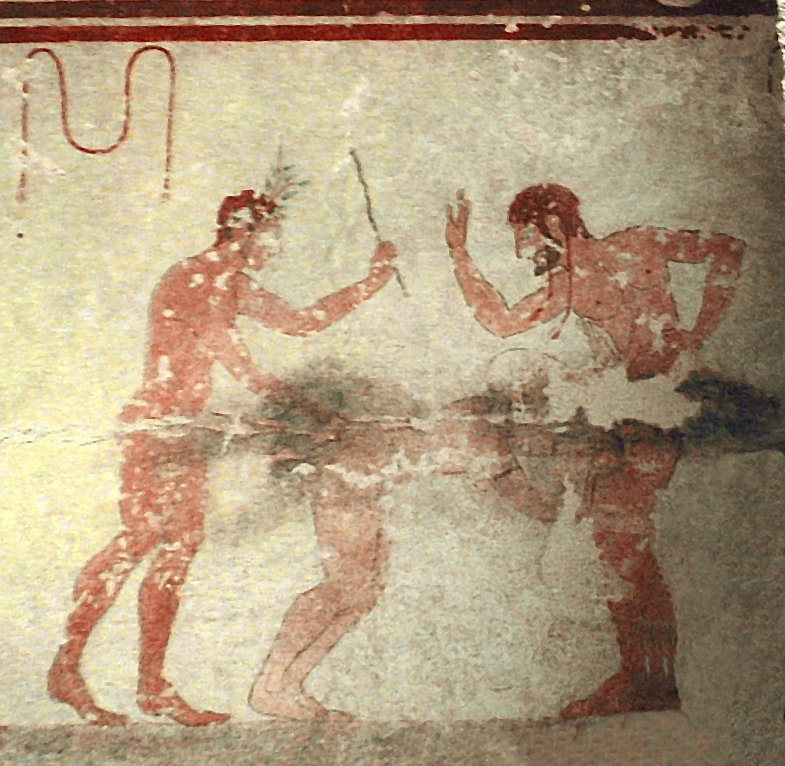
Сцена флагелляции в настенной росписи древнего города Тарквинии

Будучи одним из наиболее характерных элементов БДСМ и садомазохизма, флагелляция присутствует в большом количестве графических произведений данной направленности, как поздних (середина—конец XX века), так и ранних (XIX—начало XX века). Также флагелляция описывается в большинстве литературных произведений, посвящённых отношениям, охватываемым термином БДСМ — начиная от трудов маркиза де Сада и Леопольда фон Захер-Мазоха. Кроме того, флагелляция в том или ином виде присутствует в подавляющем большинстве эротических фильмов БДСМ-направленности.